# Cristóbal de Castilla y Zamora
Cristóbal de Castilla y Zamora (Lucena, provincia de Córdoba, 13 de octubre de 1618 - La Plata, Charcas, 1683) fue un noble y religioso español que desempeñó su carrera eclesiástica en América, donde fue obispo de Huamanga y arzobispo de La Plata.
Además, es considerado el más importante mecenas de Ayacucho en su época virreinal,[cita requerida] y fue fundador de la Universidad Nacional de San Cristóbal de Huamanga. 

## Biografía
Tradicionalmente se había considerado como hijo bastardo del rey Felipe IV, aunque recientes investigaciones han descartado la supuesta filiación real y han sacado a la luz su ascendencia.
Nació en la villa andaluza de Lucena (Córdoba), siendo bautizado en la iglesia de San Mateo de la misma villa el 13 de octubre de 1618. Fue hijo legítimo de Diego Pablo de Castilla y Ruiz, caballero hijodalgo de Lucena, y de María de Zamora y Sánchez. Sus abuelos paternos fueron Francisco Pablo de Castilla y doña María Ruiz, nobles hijosdalgos de sangre al uso y fuero de España. Además, fue tío de Cristóbal de Castilla y Guzmán, I marqués de Otero.
Estudió en el Colegio Imperial de San Miguel de la ciudad de Granada, donde obtuvo el grado de doctor en cánones y leyes. Ejerció el oficio de abogado en la Real Chancillería de Granada, y fue defensor de presos de la Inquisición española. El 11 de noviembre de 1651 fue designado rector de la Universidad de Granada, y dos años más tarde, concluido este periodo, fue enviado a Perú, donde llegó en 1653 con el cargo de fiscal del Tribunal del Santo Oficio de la Inquisición de Lima, que lo ocupó hasta que fue designado finalmente inquisidor en 1659.

## Obispo de Huamanga
Fue promovido obispo de Huamanga el 11 de julio de 1668 y consagrado por el arzobispo Pedro de Villagómez el 29 de septiembre de 1669, tomando posesión de su sede el 26 de diciembre del mismo año. Durante su mandato como obispo, consagró la catedral de Ayacucho el 19 de mayo de 1671 y erigió el seminario diocesano. Realizó una intensa labor pastoral efectuando dos visitas de la diócesis e incluso reunió un sínodo en 1672.
Dada su experiencia en la Universidad de Granada, decidió fundar la Universidad de San Cristóbal de Huamanga, cediendo su palacio con la intención que fuera sede de la universidad, e incluso dotó a las primeras cátedras con su propio dinero. La universidad obtuvo la categoría de real y pontificia el 3 de julio de 1677, hecho refrendado por Carlos II de España el 31 de diciembre de 1680, y confirmada a través de bula pontificia del papa Inocencio XI el 20 de diciembre de 1682. También fundó un hospital en Huanta dotado por sus bienes particulares.

## Arzobispo de La Plata
Fue finalmente promovido a Arzobispo de La Plata, Charcas (hoy Bolivia). En 1679 llegaba a la arquidiócesis de La Plata don Cristóbal de Castilla y Zamora OP, que ubicó al Seminario Conciliar de Santa Isabel de Hungría en un edificio de nueva planta, al lado del palacio arquiepiscopal (1681), disponiendo el cambio de nombre y que en adelante se denominase Seminario Conciliar de San Cristóbal. (Vergara,2005) (Barnadas, 1995) (Just Lleo, 1995).
La creación de las cátedras de derecho desde 1681 por el Arzobispo D. Cristóbal de Castilla y Zamora OP, inició la historia de la Facultad de Derecho  en la Universidad de San Francisco Xavier de Chuquisaca.  
En La Plata y 2 de noviembre de 1682. D. Cristóbal de Castilla y Zamora, Arzobispo de la Plata, en carta de 2 de noviembre de 1682, dio cuenta á S. M. de que habiendo puesto edictos á la canonjía doctoral, con término de ocho meses, y repetídolos otras dos veces, no parecieron opositores por falta de canonistas; por cuanto en la Universidad de La Plata no se lee más Facultad que la de Artes y Teología, y la de Lima dista 400 leguas y no estaba sobrada de sujetos para sí ni para las doctorales del Reino, que padecían la misma falta; resolvió fundar el colegio-seminario, contiguo á la iglesia, y unas suntuosas casas arzobispales, con muchas tiendas á la plaza y calles de sus contornos, para que los Prelados tengan vivienda y con la renta de dichas casas y tiendas fundar la dotación de tres cátedras de oposición. Prima y Vísperas de Cánones é Instituta; como, con efecto, se hicieron los edificios y fundación de las cátedras, cuyo patronato puso en su Real protección, y pidió la aprobación al gobierno de aquel Reino, y se la concedió el Virrey del Perú, Duque de la Palata, con calidad de llevar confirmación de S. M. (Pastells, Historia de la Compañía de Jesús. En la Provincia del Paraguay. En el periodo octavo, 1683-1704: p. 51)
La bula papal que ratificaba la autorización concedida data de 1684, lo que quiere decir que tomó cuatro años el que Roma emitiese la confirmación correspondiente.(Ponce Arauco, 2011: p.60).
La Plata y 27 de julio de 1685. Carta de D. Bartolomé González de Pobeda, como Presidente de la Real Audiencia de la Plata, á S. M. Avisa, recibió la cédula de julio de 1684, en que se aprobaron las Cátedras de prima y vísperas de Cánones y la de Instituta, que dejó fundadas en aquella Universidad el Arzobispo D, Cristóbal de Castilla y Zamora, y da gracias por el bien que se sigue de esta merced á aquellas provincias. (Pastells, Historia de la Compañía de Jesús. En la Provincia del Paraguay. En el periodo octavo, 1683-1704: p. 100).
Don Cristóbal de Castilla y Zamora OP merece el reconocimiento boliviano y sudamericano ya que su fundación y dotación estableció el inicio de la formación jurídica en la Real y Pontificia Universidad de San Francisco Xavier de Chuquisaca, entonces a cargo de la Compañía de Jesús. Resistiéronse unos años los jesuitas a la innovación, pero finalmente el presidente de la Audiencia de Charcas se impuso y como titular del Vicepatronato Real llevó adelante la iniciativa.
Falleció en 1683 en su sede episcopal, la ciudad de La Plata.